# Ratpenat cuacurt petit de Nova Zelanda
El ratpenat cuacurt petit de Nova Zelanda (Mystacina tuberculata) és una espècie de ratpenat de la família Mystacinidae que es troba a Nova Zelanda.

## Descripció
- Mida petita (6-8 cm de llargària total).
- Pelatge espès (molt més que el d'altres espècies de ratpenats).
- És marró grisenc a la part superior i més pàl·lid a la inferior.
- Potes curtes.
- La llengua és extensible.[2][3]

## Reproducció
Acostuma a tenir una sola cria entre primavera i tardor.

## Alimentació
Menja fruits, nèctar, pol·len, insectes, artròpodes i carronya.

## Hàbitat
Habita els boscos de Nova Zelanda i illes adjacents.